# Жан Орлеанский (1965)
Принц Жан Шарль Пьер Мари Орлеанский, граф Парижский (род. 19 мая 1965, Булонь-Бийанкур) — глава Орлеанского королевского дома из Бурбонской династии, орлеанистский претендент на трон Франции под именем Иоанн IV (с 21 января 2019 года).

## Биография
Второй сын Генриха VII, орлеанского претендента на трон Франции и графа Парижского, и герцогини Марии Терезы Вюртембергской. Его дед со стороны отца — Генрих Орлеанский, граф Парижский — Генрих VI (1908—1999). Дед со стороны матери — Филипп Альберт, герцог Вюртембергский — претендент на трон Вюртемберга как Филипп II (1893—1975).
27 сентября 1987 года Жан Орлеанский получил от своего деда — Генриха VI, титул герцога де Вандома. У него был старший брат — Франсуа, граф де Клермон, который так же, как и их сестра Бланш, мадемуазель де Валуа, страдал токсоплазмозом.
В 1984 году Генрих VII развёлся со своей первой женой Марией Терезой Вюртембергской, матерью Франсуа и Жана, и вторично женился на испанкой дворянке Микаэле Коусиньо и Киньонес де Леон (род. 1938). Второй брак не признала ни римско-католическая церковь, ни его отец Генрих VI. Большинство орлеанистов (сторонников Орлеанского дома) считают Жана с 19 июня 1999 года (день смерти Генриха VI и «вступления на трон» Генриха VII) наследником престола (дофином), минуя его старшего брата Франсуа. Другие вообще не признают Генриха VII. Официально Жан, герцог де Вандом, занимает третье место орлеанской линии наследования «французского престола». В 2006 году Франсуа официально отказался от титула дофина в пользу своего младшего брата Жана.
Жан Орлеанский учился в Сорбонне, где получил степень бакалавра философии. Затем он изучал право, его специализацией были международные отношения. Учёбу закончил в Лос-Анджелесе (США). Чтобы оказать Жану финансовую помощь как будущему главе Орлеанского дома его бабушка Изабелла Орлеанская Браганса передала ему свою долю семейного имущества. Жан был владельцем большей части леса в Ле-Нувьон-ан-Тьераш (Пикардия). В июне 2003 года Жан основал общество «Люди Франции» (Gens de France).
Глава Орлеанского королевского дома с 21 января 2019, после смерти отца Генриха Орлеанского (1933—2019), претендент на французский престол под именем Иоанн IV от партии орлеанистов. Его наследником с титулом Его королевского высочества дофина Франции стал старший сын, принц Гастон Орлеанский (род. 2009).

## Брак и дети
31 декабря 2000 года было объявлено о помолвке Жана с принцессой Татьяной Ольденбургской (род. 1974), младшей сестрой герцогини Эйлики Ольденбургской, жены эрцгерцога Георга Габсбурга, младшего сына Отто Габсбурга. Однако помолвка была расторгнута 11 июня 2001 года. Причиной стало вероисповедание жениха и невесты. Отец Жана опасался осложнений в вопросах наследования Орлеанского дома в случае появления ребёнка от матери-лютеранки.

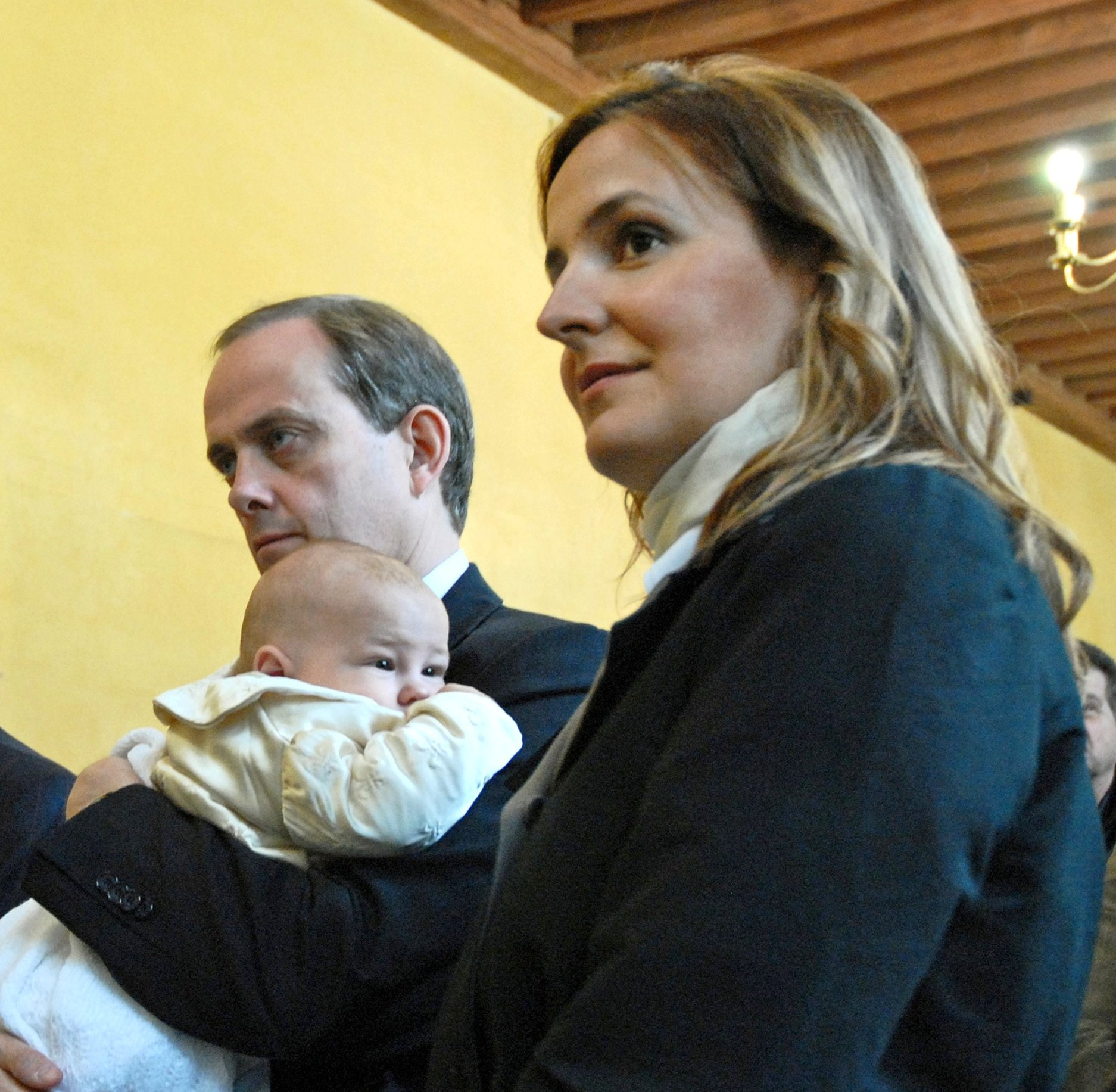
Жан Орлеанский с женой Филоменой и их сыном Гастоном

20 марта 2009 года в мэрии Парижа Жан Орлеанский женился на Марии Магдалене Филомене Марии Юлиане Иоганне де Торнос и Штейнхарт (род. 19 июня 1977, Вена). Гражданской церемонией руководила министр юстиции Рашида Дати. Церковный брак был заключён 2 мая в Клермоне (департамент Уаза, родовой вотчине Капетингов, где в 987 году Гуго Капет был избран первым королём Франции). Супруги имеют шестерых детей:
- Принц Гастон Луи Антуан Мари Орлеанский (род. 19 ноября 2009 года, Париж);
- Принцесса Антуанетта Леопольдина Жанна Мария Орлеанская (род. 28 января 2012 года, Вена);
- Принцесса Луиза-Маргарита Элеонора Мария Орлеанская (род. 30 июля 2014 года, Пуасси);
- Принц Жозеф Габриэль Давид Мари Орлеанский (род. 2 июня 2016 года, Дрё);
- Принцесса Гиацинта Елизавета Шарлотта Мария Орлеанская (род. 9 октября 2018 года)[2];
- Принц Альфонс Шарль Франсуа Мари Орлеанский (род. 31 декабря 2023 года, Каркассон).

## Титулы и обращение
- 1965—1987 — Его королевское высочество принц Жан Орлеанский, сын Франции
- 1987—1999 — Его королевское высочество принц Жан Орлеанский, герцог Вандомский
- 1999—2006 — Его королевское высочество принц Жан Орлеанский, дофин Вьенский, герцог Вандомский
- 2006—2019 — Его королевское высочество принц Жан Орлеанский, дофин Франции, герцог Вандомский
- с 21 января до 2 февраля 2019 — Его королевское высочество принц Жан Орлеанский, герцог Вандомский.
- со 2 февраля 2019 — Его королевское высочество принц Жан Орлеанский, граф Парижский.

## Награды
- Жан, герцог де Вандом, награждён Медалью Национальной Обороны  Франция
- Филомена, герцогиня де Вандом, была награждена Орденом Святой Изабеллы  Браганский дом